# 레나트 다다쇼프
레나트 올레크 오글루 다다쇼프(아제르바이잔어: Renat Oleq oğlu Dadaşov, 독일어: Renat Dadashov 레나트 다다쇼프[*], 1999년 5월 17일 ~ )는 스위스 슈퍼리그 클럽 그라스호퍼에서 공격수로 뛰고 있는 아제르바이잔의 프로 축구 선수이다. 독일에서 태어난 그는 아제르바이잔 국가대표팀에서 뛰고 있다.

## 어린 시절
다다쇼프는 독일 뤼데스하임암라인에서 아제르바이잔인 가족과 함께 태어났다.  그의 부모님은 아제르바이잔의 바쿠에서 독일로 이주했다. 그의 아버지 올레크는 젊은 시절에 아제르바이잔 수구 국가대표팀에서 뛰었다. 레나트에게는 축구 공격수이기도 한 루파트 다다쇼프라는 형이 있는데, 그는 아제르바이잔 국가대표팀에서 16경기를 뛰었고 4골을 넣었다.
다다쇼프는 초창기에 SV 베헨 비스바덴, 아인트라흐트 프랑크푸르트, RB 라이프치히의 축구 아카데미에서 활약했다.

## 구단 경력

### 이스토릴
2018년 6월 11일, 다다쇼프는 이스토릴과 2년 계약을 맺었다.
2018년 8월 11일, 다다쇼프는 4-0으로 이긴 포르투 B와의 홈 경기에서 에스토릴 소속으로 리가 포르투갈 2 데뷔 전을 치렀다. 2018년 8월 18일, 그는 1-0으로 이긴 브라가 B와의 원정 경기에서 이스토릴 소속으로 첫 골을 넣었다.

### 울버햄프턴 원더러스
2019년 8월 6일, 다다쇼프는 울버햄프턴 원더러스와 4년 계약을 체결했다.

#### 파수스드페헤이라로의 임대
2019년 8월 6일, 파수스드페헤이라라는 다다쇼프와 임대 계약을 체결했다고 발표했다. 2019년 8월 24일, 그는 1-1로 비긴 보아비스타와의 원정 경기에서 선발로 출전하여 프리메이라리가의 파수스드페헤이라에서 데뷔 전을 치렀다.

#### 그라스호퍼로의 임대
2020년 8월 23일, 그라스호퍼는 다다쇼프와 임대 계약을 체결했다고 발표했다. 하지만 클럽과 함께 훈련하는 동안 다다쇼프는 무릎 십자인대 부상을 입었고 수술을 받아 오랜 기간 동안 그를 방관했다. 그는 결국 10월 8일에 울버햄프턴 원더러스로 돌아가 치료를 계속했다.

#### 톤델라로의 임대
2021년 7월 29일, 다다쇼프는 프리메이라리가의 톤델라와 한 시즌 임대 계약을 맺었다.

### 그라스호퍼
2022년 7월 7일, 다다쇼프는 울버햄프턴 원더러스 팀 동료 메리탄 샤바니와 함께 그라스호퍼와 2년 계약을 체결했다. 그는 시즌 첫 경기에서 데뷔를 했고, 하프타임 휴식 후에 나왔다. 그의 첫 번째 패스가 47분에 그라스호퍼의 두 번째 골로 이어졌기 때문에 그의 영향은 즉각적이었다. 시즌 두 번째 경기인 2022년 7월 31일, 그는 다시 한 번 하프타임에 출전했고, 이번에는 경기 49분에 그라스호퍼의 첫 골로 1-1 동점을 이루면서 다시 한 번 즉각적인 영향을 미쳤다. 그의 활약으로 그는 팬들에 의해 SFL 라운드 최우수 선수로 뽑혔고, 이후 8월 한 달 동안 최우수 선수로 뽑혔다.

#### 하타이스포르로의 임대
2023년 9월 5일, 다다쇼프는 그라스호퍼와 2025년까지 1년 더 재계약을 맺었고, 곧바로 쉬페르리그의 하타이스포르로 1시즌 임대 이적했다.

## 국가대표팀 경력
독일에서 아제르바이잔 출신의 아제르바이잔인 가정에서 태어난 다다쇼프는 두 나라 모두에서 뛸 수 있는 자격을 얻었다. 그는 2014년 여름 동안 아제르바이잔 U-16 국가대표팀에서 뛰었다. 그는 이후 독일 U-16에 초대되어 6경기에서 4골을 넣었다. 2015년 9월 9일, 다다쇼프는 독일 U-17 국가대표팀에서 데뷔하여 다음 해 동안 15경기에서 13골을 넣었다. 그는 독일 팀과 함께 2016년 UEFA U-17 축구 선수권 대회의 준결승에 진출했다.
2017년 초, 다다쇼프가 아제르바이잔 국가대표팀을 대표할 것이라고 발표되었다. 그는 9월 5일 2018년 FIFA 월드컵 예선에서 산마리노를 상대로 시니어 국가대표 데뷔 전을 치렀다.

## 후원
2020년 2월 18일, 다다쇼프는 독일의 스포츠 의류 및 장비 공급업체인 아디다스와 스폰서 계약을 체결했다.